# Juniperus grandis
Juniperus grandis — вид голонасінних рослин з родини кипарисових (Cupressaceae). 

## Морфологічна характеристика
Це вічнозелені дерева 10–15(30) м заввишки і 30–100(250) см в діаметрі на рівні грудей, зазвичай одностовбурні. Гілки товсті, висхідні чи розпростерті, часто вигнуті чи зігнуті. Листки утворюють щільні округлі пучки на кінцях важких основних гілок, утворюючи пірамідальну крону у молодих дерев, стаючи округлими та неправильними у старих дерев. Кора спочатку гладка, рожево-коричнева, потім стає сірою і лущиться; потім волокнистою, від червоно-коричневого до коричневого, що відшаровуються тонкими смужками. Гілочки численні, міцні, 4-гранні в поперечному розрізі. Листки темно-зелені, абаксіальні (низ) залози овальні, помітні, часто з жовтим або білим ексудатом, краї зубчасті. Листки лускоподібні в кільцях по 4, 2–3 × 2 мм, яйцеподібно-ромбічні, гострі чи тупі, не перекриваються, притиснуті. Пилкові шишки численні, кінцеві на коротких кінцевих гілочках, від субкулястих до яйцювато-довгастих, 3–5 × 2–3 мм, жовто-зелені, дозрівання жовто-коричневі. Насіннєві шишки дозрівають через 2 роки, кінцеві на кінцевих гілочках, спочатку 2 мм у діаметрі з 4–6 розповсюдженими приквітками, ростуть за два сезони від пурпурно-червоного до синього або фіолетового з сивим нальотом, підкулясті, ≈ 8,5 мм у діаметрі, ± м'ясисті, ± смолисті, з часом висихають, опадають незабаром після дозрівання. Насіння по 1–2 в шишці, яйцювате чи напівяйцювате, 5–6(7) × 4–5 мм, з неглибокими борозенками та смолистими ямками, жовтувато-коричневе.

## Поширення
Вид росте в Каліфорнії й західній Неваді.

## Синоніми
Синоніми: 
Juniperus occidentalis var. australis
Juniperus occidentalis subsp. australis.

## Галерея

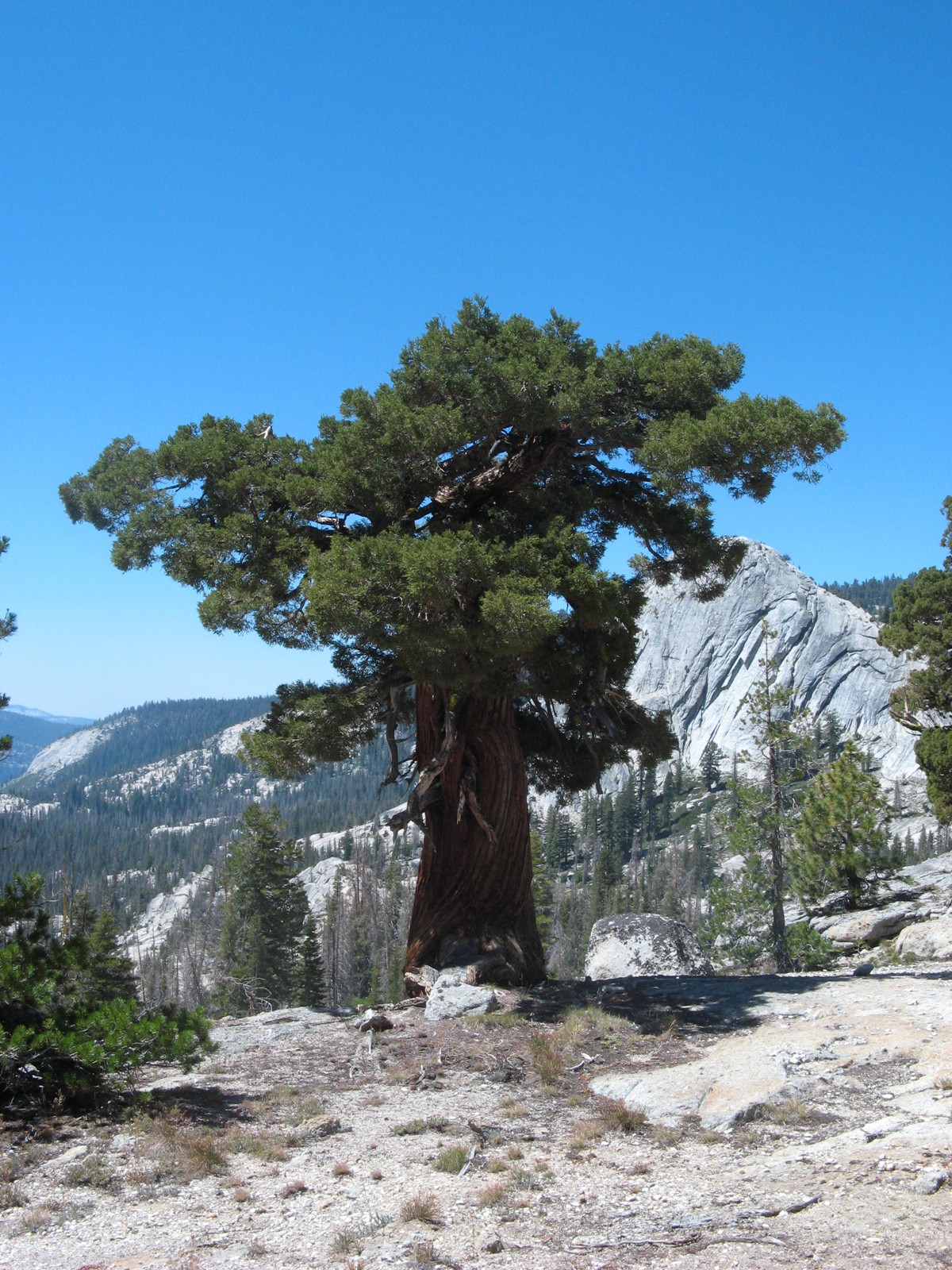
загальний вигляд
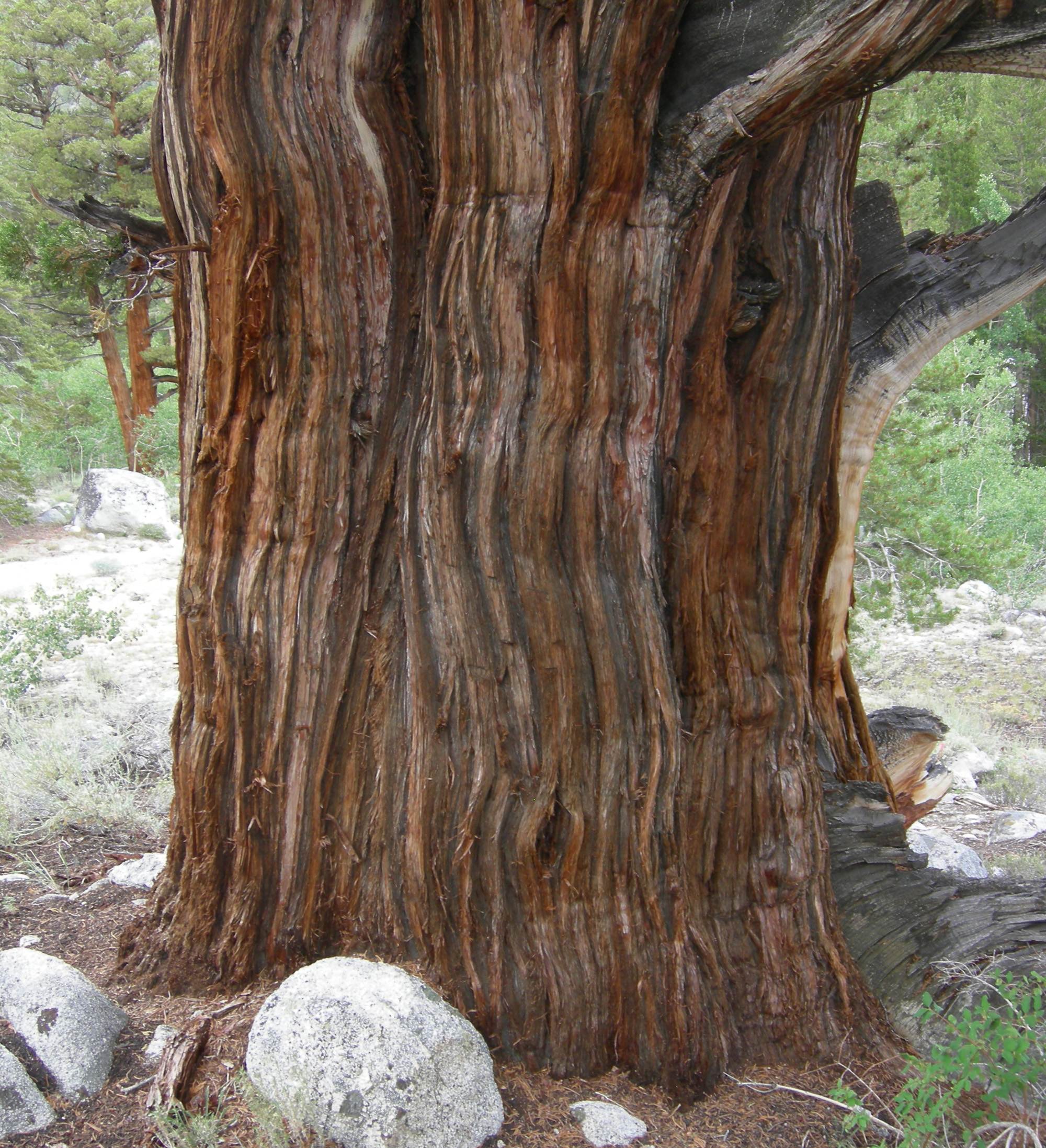
стовбур
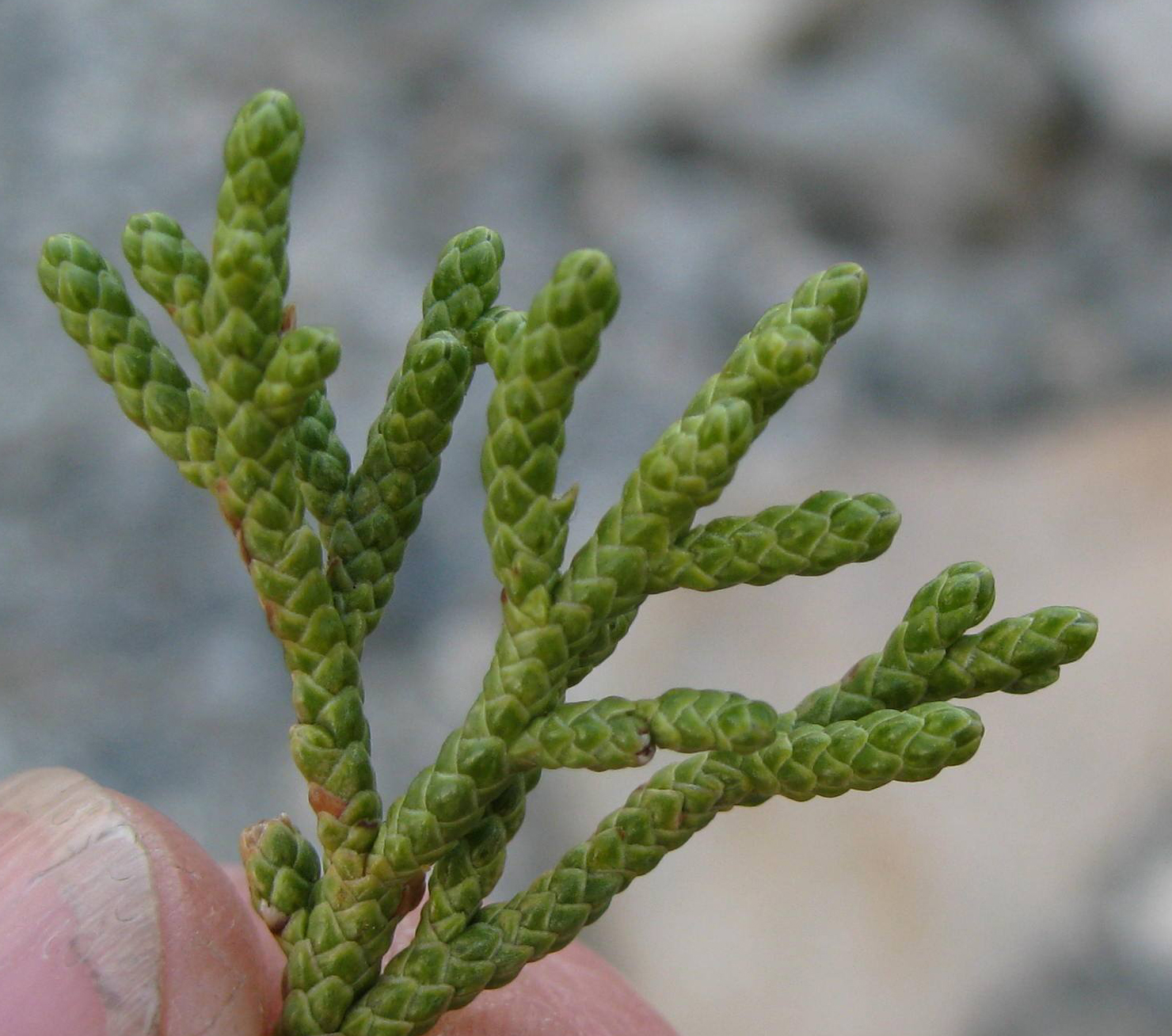
листя
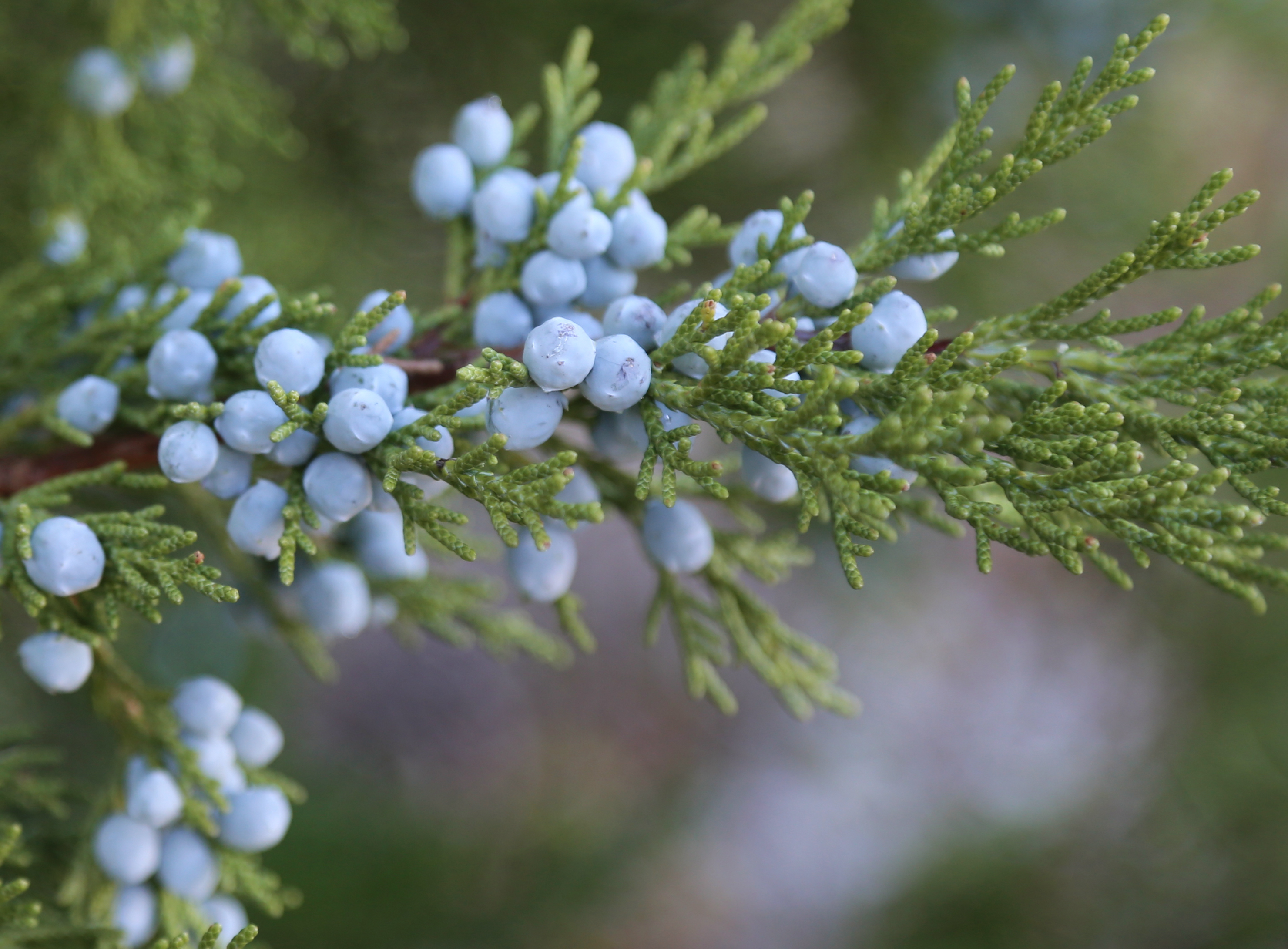
ягодоподібні шишки